# IoT Solutions World Congress
Internet of Things Solutions World Congress (abreujat per les seves sigles IoTSWC) és el major esdeveniment del món sobre les innovacions de l' internet de les coses d'aplicació industrial (IIoT) i l'únic que aplega zona d'exposició comercial, congrés i banc de proves (testbeds). Permet conèixer els desenvolupaments de les empreses capdavanteres del sector, compartir coneixement i veure en funcionament la tecnologia IoT en diferents entorns industrials i de negocis, així com la seva convergència amb la intel·ligència artificial i el blockchain. Organitzat per Fira de Barcelona en col·laboració amb l'Industrial Internet Consortium (ICC) té lloc cada any al mes d'octubre a Barcelona (Espanya). Així mateix compta amb el suport de l'Industrial Valuechain Initiative (IV-I) i l'Industrie 4.0.
Creat el 2015, IoTSWC ha experimentat un ràpid creixement en participació d'empreses, ponents i visitants professionals, confirmant l'interès que desperta el desplegament de l'IoT a l'hora d'afrontar la transformació digital dels sectors industrials.
L'estratègia general de l'esdeveniment ve marcada per l'Advisory Board, format per 17 membres (edició 2018), entre ells reconeguts visionaris de la indústria, experts en tecnologia i executius de firmes capdavanteres que es dediquen a accelerar el coneixement i la implementació de l'IoT en diversos entorns.

## Principals xifres
| Any edició      | Nombre d'empreses participants | Visitants | Ponents |
| --------------- | ------------------------------ | --------- | ------- |
| 2015            | 86                             | 4.500     | 120     |
| 2016            | 172                            | 8.000     | 160     |
| 2017            | 240                            | 13.000    | 250     |
| 2018 (previsió) | 300                            | 14.000    | 300     |

## Exposició comercial
A la zona de stands participen els principals proveïdors del món d'IoT. Hi exposen companyies de tecnologies de la informació, desenvolupadors de plataformes de hardware fabricants de software, empreses de seguretat, operadores de serveis i de telecomunicacions, firmes d'automatització industrial, consultores, centres tecnològics i de RI+D, incubadores, associacions i entitats relacionades amb l'IoT, així com participacions agrupades internacionals i governs de diferents països.
Algunes empreses presents són ABB, Deloitte, Huawei, Google Cloud, Intel, Microsoft, Sas, Telit, Vodafone, Wipro, Dassault Systèmes, Fiware, Kaspersky, Libelium, Programari AG, Orange, Telefonica i Thingstream.

## Congrés
Durant tres dies es duen a terme més d'un centenar de sessions entre conferències magistrals, taules rodones, panells d'experts, presentació de casos d'èxit i entrevistes amb la participació de més de 250 ponents reconeguts a nivell mundial.
Un comitè de programa, format per gairebé una trentena de representants d'empreses i entitats internacionals de referència, defineix i identifica els temes, ponents i casos d'èxit més actuals que s'exposen cada any en les sessions del Congrés. D'aquesta forma es garanteix l'alta qualitat dels continguts i que el panell de conferències i ponents cobreixi múltiples indústries, tecnologies, estàndards i aplicacions.
Les sessions s'estructuren en set eixos temàtics:
- Fabricació de béns
- Energia i subministraments
- Transport connectat
- Construcció i infraestructures
- Assistència sanitària
- Indústria oberta
- Tecnologies facilitadoras

Com a complement, s'han afegit al programa dos esdeveniments monogràfics amb entitat pròpia sobre dues tecnologies disruptivas que incideixen directament en l'ecosistema IoT.
- Blockchain Solutions Forum (des de 2017)
- AI & Cognitive Systems Forum (des de 2018)

Alguns destacats ponents que han passat per l'IoTSWC són: Jonathan Ballon, vicepresident d'Intel; Derek O'Halloran, responsable de TIC en el Fòrum Econòmic Mundial; Joe Paradiso, professor d'Arts i Ciències dels Mitjans del MIT Media Lab: Mikko Hyppönen, expert en ciberseguridad i director de recerca de F-Secure; Carlos García-Galan, cap d'integració de la Orion Mission Multi-Purpose Crew Vehicle de la NASA; Jon Matonis, creador de la Fundació Bitcoin; i la robot humanoide Sophia.
Així mateix, IoTSWC inclou des de la seva edició de 2018 uns cursos per aprofundir i actualitzar coneixements sobre aspectes concrets d'aplicació de l'IoT reconeguts com a formació pel ICC.

## Testbeds
L'esdeveniment té una zona amb demostracions en directe de més d'una desena d'aplicacions de l'internet industrial (IIoT) desenvolupades de forma col·laborativa per empreses capdavanteres. Aquests testbeds exploren tecnologies no provades o combinacions d'altres existents amb la finalitat de crear productes i serveis, així com processos capaços de generar estàndards internacionals, idees i oportunitats de R+D, a més de nous models de negoci.
El 2017 es va poder veure en funcionament ascensors, vaixells, drones i sistemes de reg connectats via IoT per facilitar el manteniment i la gestió remota, així com robots que inspeccionaven transformadors plens d'oli en les plataformes petrolieres o sistemes per prevenir gelades en camps de fruiters. Va haver-hi, així mateix, solucions per millorar la seguretat laboral en la indústria, eliminar temps d'inactivitat a les fàbriques i interconnectar màquines i processos industrials, així com un sistema de gestió de la logística del fred i una demostració per prevenir un ciberatac.
El 2016 va sobresortir un testbed que fusionava diversos sistemes d'IoT per localitzar i connectar maletes, sistemes de handling, transport i gestió de l'equipatge (rampes, camions, seguretat, avions, etc.) pensat per reduir les pèrdues i els danys en l'equipatge en els aeroports. També un innovador sistema per integrar les energies renovables a l'actual xarxa elèctrica, que no està preparada per assumir l'energia generada per sistemes renovables com a panells solars o turbines eòliques.
El 2015 els testbeds van mostrar l'aplicació de la tecnologia IoT per millorar la cadena de muntatge d'avions, instal·lar micro xarxes elèctriques més eficients o engegar comunicacions d'emergència.

## IoT Solutions Awards
IoTSWC concedeix els IoT Solutions Awards que reconeixen els millors projectes de l'any desenvolupats en l'àmbit de la internet industrial a nivell mundial. Aquests guardons tenen actualment quatre categories: Premi a la innovació tecnològica; Premi a la Transformació Digital; Premi Indústria; i Premi al millor testbed presentat en el marc de l'esdeveniment.